# Arrest Beukers/Dorenbos
Het arrest Beukers/Dorenbos, ook wel het tandarts-arrest genoemd (HR 17 januari 1958, NJ 1961/568) is een arrest van de Nederlandse Hoge Raad dat betrekking heeft op een tandarts die onbevoegd werkzaam is, de relativiteit van het beschermd belang, aansprakelijkheid uit onrechtmatige daad, en de zogenaamde correctie Langemeijer.

## Samenvatting
Dorenbos praktiseert onbevoegd, dat wil zeggen zonder vergunning als tandarts. Ondanks strafrechtelijke veroordelingen wegens het onbevoegd uitoefenen van de geneeskunde (art. 436 Sr jo. art. 7 Wet Tandheelkunst) gaat Dorenbos gewoon door. De bevoegde tandartsen in Tilburg (Beukers c.s.) vorderen bij de burgerlijke rechter, dat Dorenbos op straffe van een dwangsom wordt verboden de tandheelkunde uit te oefenen, omdat hij daarmee jegens hen een onrechtmatige daad pleegt. De Hoge Raad bevestigt dat het relativiteitsbeginsel een vordering wegens schending van artikel 436 Sr in de weg staat, omdat de geschonden norm (436 Sr) niet beoogt de tandartsen te beschermen, maar de patiënt. De Hoge Raad geeft wel een ander handvat: het gedrag van Dorenbos is in strijd met een ongeschreven verkeersnorm en daarom te kwalificeren als onrechtmatige daad.

## Casus
Dorenbos praktiseert al jaren onbevoegd als tandarts in Tilburg en Hilvarenbeek. Hij heeft geen enkele bevoegdheid als arts, tandarts of tandheelkundige. Dorenbos is reeds driemaal veroordeeld wegens het onbevoegd uitoefenen van de geneeskunde (art. 436 Sr).
Omdat Dorenbos zich hier weinig van aantrekt, besluit een aantal tandartsen in Tilburg om Dorenbos civielrechtelijk aan te spreken.
Beukers c.s. (de tandartsen) eist een symbolische schadevergoeding van één gulden, alsmede een bevel dat Dorenbos alle tandheelkundige behandelingen staakt op straffe van een dwangsom. Deze vordering is gebaseerd op onrechtmatige daad jegens Beukers c.s. door het onbevoegd uitoefenen van de geneeskunde, een schending van artikel 436 Sr.

## Procesgang
De rechtbank heeft de vordering toegewezen met een dwangsom van f 10.000 per overtreding. Dit vonnis is in hoger beroep door het hof vernietigd; Beukers c.s. is niet ontvankelijk verklaard. Het arrest van het hof is in cassatie vernietigd onder terugverwijzing naar hetzelfde hof.

### Hof
Vanwege het relativiteitsbeginsel is Beukers c.s. de vordering door het hof ontzegd. Immers, de geschonden norm (art. 436 Sr) beoogt niet de tandartsen te beschermen tegen concurrentie, maar de patiënt te beschermen tegen een ondeskundige tandarts. Het hof overwoog:

dat weliswaar de uitoefening van het beroep van tandarts waarvoor de wet een toelating vordert, zonder een zodanige toelating in strijd is met het wettelijk voorschrift van art. 436 Sr, doch dit voorschrift niet strekt om de belangen van de bevoegde beoefenaren van het beroep te beschermen;

dat de bedoelde wettelijke bepaling niet anders beoogt, dan het publiek, dat zich tot de beoefenaar van het beroep wendt, te beveiligen tegen ondeskundige beroepsuitoefening;

dat derhalve de omstandigheid, dat Dorenbos in strijd met art. 436 Sr heeft gehandeld, niet meebrengt, dat hij tegenover Beukers c.s. onrechtmatig heeft gehandeld;

### Hoge Raad
De Hoge Raad bevestigt de redenering van het hof wat betreft het relativiteitsbeginsel: Beukers c.s. kan zijn vordering niet baseren op schending van artikel 436 Sr. Maar Dorenbos heeft, behalve artikel 436 Sr, ook een ongeschreven verkeersnorm geschonden. Wie onbevoegd de tandheelkunde beoefent, brengt met zijn concurrentie voorzienbaar schade toe aan de bevoegde tandartsen. Dit is jegens hen onrechtmatig nu zij zich vanwege de wettelijke eisen grote moeite hebben getroost teneinde bevoegd de tandheelkunde uit te kunnen oefenen. De Hoge Raad overwoog ten slotte:

dat, gelet op (...) de bijzondere betekenis, welke in het licht van de gegeven wettelijke regeling kan worden toegekend aan het belang van de bevoegde tandartsen bij het uitblijven van een wetsovertreding als waaraan Dorenbos zich heeft schuldig gemaakt, de voormelde feiten en omstandigheden voldoende grond kunnen geven om te oordelen dat de gestelde handelwijze van Dorenbos onrechtmatig is tegenover Beukers c.s. wegens strijd met een ongeschreven verkeersnorm, welke hen tegen zodanige mededinging van een onbevoegde beschermt;

## Conclusies

### Relativiteit
De dader is alleen aansprakelijk voor schade uit onrechtmatige daad, indien de norm die hij overschreden heeft als doel heeft om het (aangetaste) recht van de benadeelde te beschermen. Er moet dus een relatie bestaan tussen de veroorzaakte schade en het beschermde belang.
De wet stelde destijds een vergunning verplicht voor tandartsen.
Andere tandartsen kunnen de onbevoegde tandarts in principe niet aansprakelijk stellen wegens onrechtmatige daad.
De vergunningsplicht was namelijk ingesteld om de patiënt te beschermen tegen onbekwame tandartsen, en niet om de broodwinning van bevoegde tandartsen te beschermen tegen concurrentie.

### Nieuw BW
Het relativiteitsbeginsel is gecodificeerd in artikel 6:163 BW.

### Ongeschreven verkeersnorm
Met dit arrest heeft de Hoge Raad de zogenoemde correctie Langemeijer aanvaard, waarmee een al te strikte toepassing van het relativiteitsbeginsel kan worden gecorrigeerd. Deze correctie werd door de procureur-generaal voorgesteld en toegelicht in zijn conclusie (zie het arrest).